# Dalmatští Italové
Dalmatští Italové jsou převážně historická italská národní menšina v oblasti Dalmácie v Chorvatsku a Černé Hoře. Národnost navazuje na původní latinskou populaci, která se po se po staletí udržovala především ve městech na pobřeží. 

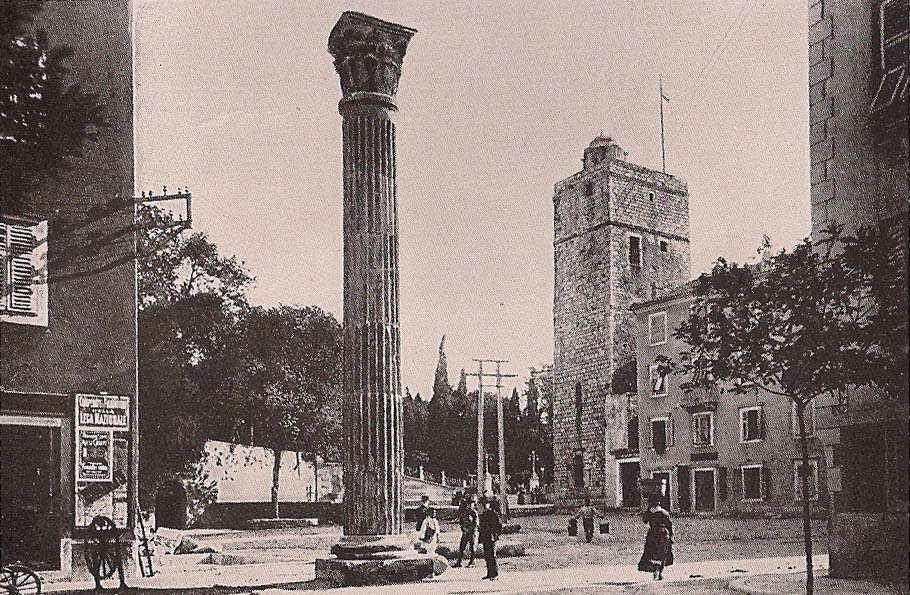
Zadar - jedno z center Italů v Dalmácii

## Byzanc a pronikání Slovanů
V Dalmácii byla i po pádu Římské říše zachována kontinuita obyvatelstva a území se postupně dostalo pod správu římského východu - Byzance, které se podařilo obnovit moc alespoň v některých vyspělejších částech původní říše. Latinskou civilizaci ukončil vpád slovanských kmenů v 7. století. Původní obyvatelstvo bylo Slovany vytlačeno do několika izolovaných oblastí na pobřeží.

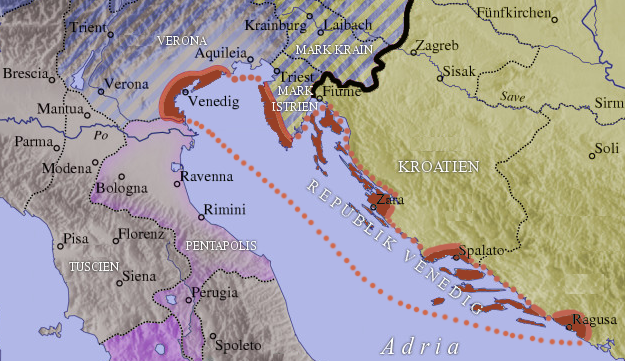
Mapa benátské republiky kolem r.1000.

Byzanc od této doby ovládala už jen tato malá území s přetrvávající románskou kulturou - některá města - Zadar, Trogir, Split, dále několik ostrovů v Kvarnerském zálivu a na kratší čas Istrii. Vedle upadající Byzantské říše se v oblasti Jadranu uplatňovala nová námořní a obchodní mocnost - Benátská republika.

## Benátská republika a Rakousko
Pro Benátčany se stalo prioritou ovládnutí Jaderského moře, kde se jejich obchodní zájmy křížily se Slovany usazenými na pobřeží, kteří často používali nevybíravých metod jako je pirátství. Převzetí byzantských osad pod svou kontrolu se stalo prvním cílem Benátčanů, poprvé k tomuto došlo na přelomu tisíciletí. Nebylo to však připojení na trvalo, některé osady se buďto osamostatňovaly, nebo přecházeli pod vládu Chorvatů, později k Uhrám, které Chorvatsko pohltily. Latinská města v Dalmácii se řídila podobnými regulemi jako samosprávná města v Itálii.
Slované potomkům římských měšťanů v Dalmácii říkali Latini. Vlaši nebo Maurovlaši bylo naopak slovanské pojmenování románských obyvatel venkova, kteří se udržovali jako pastýři na Istrii nebo na Krku. Mísením latiny s jazyky Slovanů na počátku středověku vznikl nový jazyk, dalmatština.

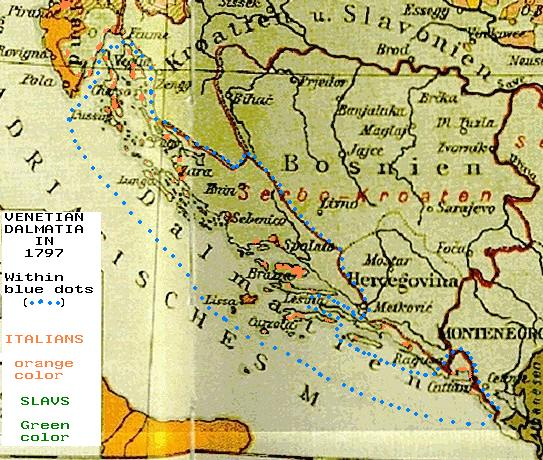
Mapa Dalmácie v roce 1797 s dvěma hlavními etnickými skupinami: italskou (oranžová) a Srbochorvatskou (zelená)

Definitivního připojení dalmatského pobřeží se Benátky dočkaly v roce 1409, kdy uherský král toto území jednoduše prodal. Latinská populace znovu posílila a převzala od Benátčanů dialekt. Roku 1797 byla Benátská republika zrušena a přičleněna k Rakousku a Dalmácie se stala jednou z jeho zemí. V době rakouské vlády také v Dalmácii nastal první výrazný pokles italského obyvatelstva, který měl zejména tyto důvody:
- konflikt s Rakouskou monarchií způsobený italským sjednocením

-	vzestup chorvatského nacionalismu

-	ekonomicky motivovaná emigrace mnoha Italů do oblastí severní Itálie

Z celkového počtu obyvatel Dalmácie se počet italských mluvčích tak snížil z 33% v období Benátské republiky přes 12,5% v r. 1865 na 3,1% v roce 1890.

## Jugoslávie
Po první světové válce město Zadar a další menší území sestávající vesměs z ostrovů získala Itálie a v Dalmácii byla Italům menšinová práva zaručena i mimo tato území. Vztahy Italů a Chorvatů však byly napjaté, zejména po fašistickém převratu v Itálii. Ta svoje teritorium značně rozšířila během druhé světové války, kdy se nepřátelství vůči Jihoslovanům ještě vystupňovalo včetně formy internace v koncentračních táborech. Zároveň se však utvářelo hnutí odporu a nad mnoha oblastmi získali kontrolu jugoslávští partyzáni.
Po konci druhé světové války připadla celá Dalmácie k jugoslávskému Chorvatsku a následovala poslední vlna emigrace, která se týkala téměř všech zbývajících Dalmatských Italů. V současné době žije v Dalmácii jen kolem 300 Italů a přibližně 500 na pobřežní Černé Hory.

## Diaspora v Itálii
Jedna z čtvrtí na okraji Říma  nese název Quartiere Giuliano-Dalmata.  Jistá pospolitost u imigrantů z Dalmácie tedy přetrvávala i v Itálii.